# Мајк Хоторн
Мајк Хоторн (енгл. John Michael Hawthorn, 1929–1959) је британски возач формуле 1 и освајач шампионске титуле 1958. године.